# Феоктист (Орловский)
Феоктист Орловский (?—1829) — архимандрит Боголюбова Владимирского монастыря Русской православной церкви, педагог и ректор.

## Биография
О детстве и мирской жизни Феоктиста Орловского сведений практически не сохранилось. Известно, что по окончании курса в Славяно-греко-латинской академии в 1809 году он был в ней сначала информатором французского языка, а затем учителем поэзии, географии, риторики, истории и других предметов.
В 1814 году Феоктист Орловский поступил в монастырь и в то же время был назначен бакалавром французского языка Московской духовной академии, где с сентября 1815 года преподавал немецкий язык.
В октябре 1817 года он состоял инспектором и профессором философии в Московской духовной семинарии; 30 декабря 1817 года он был произведён в игумена и потом в архимандрита Московского Знаменского монастыря, а 19 августа перемещён в Высоцкий монастырь в Серпухове.
Назначенный в сентябре 1819 года — ректором Московской духовной семинарии, он в июне 1820 года был определён настоятелем Московского Заиконоспасского монастыря. В июле 1826 года уволен от должности ректора и перемещён в Боголюбов монастырь Владимирской епархии, где и скончался 2 (14) марта 1829 года.